# IMCE Junior
IMCE Junior је преносиви рачунар, производ фирме IMCE који је почео да се израђује у Француској током 1985. године.
Користио је Z80 на 4 MHz и 6502 на 1,02 MHz централне микропроцесоре а RAM меморија рачунара IMCE Junior је имала капацитет од 64 KB. 
Као оперативни систем кориштен је  2.2 компатибилан.

## Детаљни подаци
Детаљнији подаци о рачунару IMCE Junior су дати у табели испод.
|                       |                                                             |
| [ 1 ]                 |                                                             |
| Произвођач            |                                                             |
| Тип                   | преносиви рачунар                                           |
| Меморија              | 64 KB                                                       |
| Поријекло             | Француска                                                   |
| Година                | 1985                                                        |
| Тастатура             | Тастатура са пуним помаком тастера са нумеричком тастатуром |
| Процесор              | на 4 и 6502 на 1,02                                         |
| Фреквенција процесора |                                                             |
| RAM                   | 64 KB                                                       |
| ROM                   | 4 + 2 KB                                                    |
| Текст                 | непознато                                                   |
| Графика               | непознато                                                   |
| Боја                  | непознато                                                   |
| Звук                  | непознато                                                   |
| Димензије             | непознато                                                   |
| Портови               |                                                             |
| Оперативни систем     |                                                             |